# 라리사 마노엘라
라리사 마노엘라(Larissa Manoela, 2000년 12월 28일 ~ )는 브라질의 배우, 가수이다.

## 음반 목록
- Com Você (2014)
- Up!Tour (2017)
- Além do Tempo (2019)